# Arturo Uslar Pietri

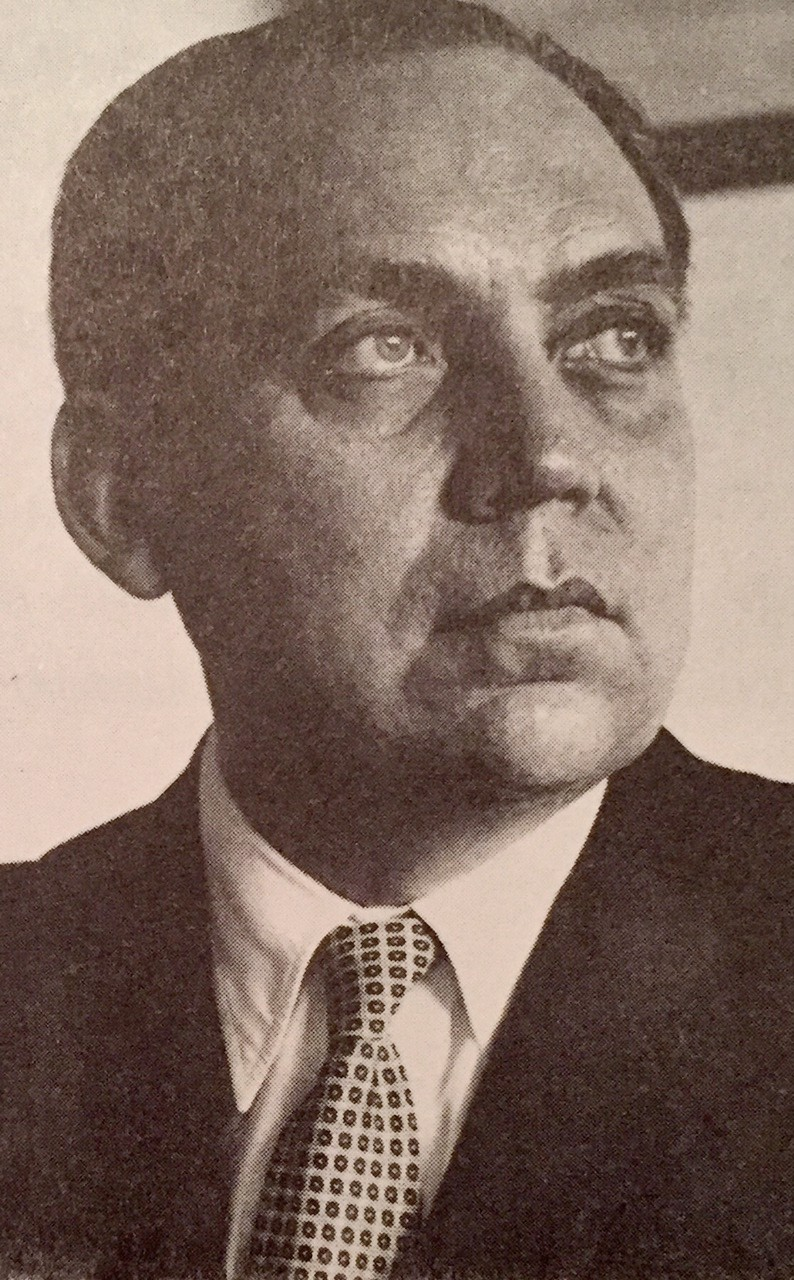
Arturo Uslar Pietri

Arturo Uslar Pietri (* 16. Mai 1906 in Caracas; † 26. Februar 2001 ebenda) war ein venezolanischer Schriftsteller, Diplomat und Politiker. Uslar Pietri gilt als ein wichtiger Vertreter der modernen lateinamerikanischen Literatur. Er ist ein Nachfahre des Deutschen Johann von Uslar, der in den Unabhängigkeitskriegen auf der Seite Simón Bolívars kämpfte.

## Leben und Wirken
Arturo Uslar Pietri, der einer traditionsreichen Militärfamilie entstammte, wuchs während der Diktatur Juan Vicente Gómez’ in Venezuela auf. In seiner Jugendzeit kam er mit europäischer und russischer Literatur in Kontakt. Aus seiner Feder stammt der Leitartikel der Zeitschrift válvula (Januar 1928), die kurz vor der in massiven politischen Protest ausartenden Semana de Estudiante erschien. Der Text enthält ein literarisches Programm zur Erneuerung der nach Auffassung des Autors festgefahrenen kreolischen Literatur. Ende 1928 veröffentlichte Uslar Pietri seinen ersten Band mit Erzählungen: Barrabas und andere Erzählungen, in denen er die propagierten Neuerungen umsetzte.
Sein berühmtestes Werk ist Las lanzas coloradas (Die roten Lanzen), das sowohl die Motive der unter der Führung Simón Bolívars um politische Freiheit ringenden kreolischen Oberschicht als auch der um individuelle Freiheit unter der Leitung Boves' kämpfenden Sklaven in den Unabhängigkeitskriegen zu Beginn des 18. Jahrhunderts entwickelt. Diesen Roman schrieb er in Paris, veröffentlichte ihn 1931 in Madrid. 1932 folgte eine deutsche und eine französische Übersetzung, eine Entwicklung, die den Boden für eine internationale Anerkennung bereitete.
1934 kehrte Uslar Pietri, der seit 1929 als Diplomat in Paris weilte, in seine Heimat zurück. Als der Diktator im Dezember 1935 verstarb, engagierte Uslar Pietri sich im Journalismus, erhielt bedeutsame Posten in der Regierung und wurde 1939 der jüngste Bildungsminister in der venezolanischen Geschichte. Als Sekretär des Präsidenten und Innenminister war er Zielscheibe der Partei Acción Democrática, die den amtierenden Präsidenten Isaías Medina Angarita 1945 stürzte.
Von 1945 bis 1950 lebte Uslar Pietri im Exil in New York. Als Gastprofessor für Literaturwissenschaften gab er den berühmt gewordenen Aufsatz El criollo en la literatura heraus, wo erstmals der Begriff „realismo mágico“ (Magischer Realismus) fällt. In dieser Zeit entstand sein Roman El Camino de El Dorado (1947), in Deutsch 1966 unter dem Titel Rauch über El Dorado erschienen, der sich mit der Suche nach dem imaginären Reich Eldorado und der Biografie Lope de Aguirres befasste. 1949 veröffentlichte er nach einer langen Pause (die letzten Kurzgeschichten waren unter dem Titel Red (Netz) 1936 erschienen), die Sammlung Treinta hombres y sus sombras, die, wie der Titel bereits andeutet, die Schattenseiten des Menschen ausleuchtet. In diese Kategorie der Analyse des Magischen, Befremdlichen und Unbewussten gehören auch die zwischen 1957 und 1960 aufgeführten Theaterstücke El Día de Antero Albán, La Tebaida, El Dios Invisible, La fuga de Miranda und Chuo Gil y las tejedoras.
In der unvollendeten Trilogie El laberinto de fortuna thematisierte er die politische Entwicklung des Landes. Die Titel Un retrato en la geografía (1962) und La estación de máscaras (1964) lassen schon ahnen, welches Thema der Kern der beiden Romane ist: Die Frage nach der venezolanischen Identität, die aus der Geografie, der Geschichte und den gesellschaftlichen Rollen, den Masken, herauskristallisiert werden muss. Seiner Präsidentschaftskandidatur im Jahr 1963 war kein Erfolg beschieden, was ein Grund dafür sein dürfte, dass die Trilogie nicht zu Ende geführt wurde.
Als Senator gestaltete er die politische Landschaft seiner Heimat in den 1960er Jahren mit. Gleichzeitig nutzte er das Fernsehen als Bildungsmedium: In der Sendung Valores Humanos präsentierte er die markantesten Persönlichkeiten aus Wissenschaft und Geschichte, die die Entwicklung seines Landes entscheidend geprägt hatten. 1976 erschien der Roman mit dem im Spanischen doppeldeutigen Titel Oficio de difuntos (Totenmesse bzw. Handwerk der Toten), eine in Fiktion umgesetzte Biografie des Diktators Juan Vicente Gómez, den er persönlich gekannt hatte. Die Resonanz in Venezuela auf dieses Werk war eher verhalten. 1980 veröffentlichte er La Isla de Robinson, einen Roman über den Erzieher Bolívars, 1990 folgte La Visita en el Tiempo, der das Leben des Lepantosiegers Don Juan de Austria behandelt. Erst ab Ende der 1970er Jahre wurden Uslar Pietri offizielle literarische Ehrungen zuteil, die Krönung war der Fürst-von-Asturien-Preis (1990) und der in Venezuela 1991 verliehene Rómulo-Gallegos-Preis.
Politisch betrachtete sich der Autor, der neben seinen Romanen noch ca. 70 Kurzgeschichten und 4000 Essays publiziert hat, als eine persona non grata. Noch 1999 sprach sich Uslar Pietri im Wahlkampf engagiert, aber vergebens, für den Präsidentschaftskandidaten Salas Römer und gegen Hugo Chávez aus. Am 26. Februar 2001 verstarb Arturo Uslar Pietri in dem Ruf, das „Gewissen der Nation“ gewesen zu sein.

## Auszeichnungen
- 1991: Premio Rómulo Gallegos für La visita en el tiempo

## Werke
- Barrabás y otros relatos. 1928
- Las lanzas coloradas. 1931
  - Übers. Georg Hellmuth Neuendorff: Die roten Lanzen. Roman aus der lateinamerikanischen Befreiungszeit. Der Bücherkreis, Berlin 1932
- Red, 1936
- Oficio de difuntos. 1976
- La Isla de Robinson
- La visita en el tiempo, 1990
- El Camino de El Dorado, 1947
  - Übers. Maria Bamberg: Rauch über El Dorado, 1966
- Un retrato en la geografía, 1962
- La estación de máscaras, 1964
- Pasos y pasajeros, 1966
- Los ganadores, 1980
  - Einzelerzählung: Das Wolfsjunge. in 26 Erzählungen aus Venezuela. Hrsg. Carlos Rincón. Erkundungen (Buchreihe). Verlag Volk und Welt, Berlin 1981, 1983
  - Einzelerzählung, Übers. José Antonio Friedl Zapata: Ein neuer Name, ein fremdes Gesicht. In: Ein neuer Name, ein fremdes Gesicht. 26 Erzählungen aus Lateinamerika. Hg. wie Übers. Sammlung Luchterhand, 834. Neuwied, 1987, 1989, S. 19–28